# Limnonectes magnus
La rana gigante filipina (Limnonectes magnus) es una especie de anfibio anuro de la familia Dicroglossidae.

## Distribución geográfica
Es originaria de Célebes y Filipinas.